# Особняк Новиковых
Особняк Новиковых (также известен как особняк Новиковых — Свешниковой) — историческое здание начала XX века в Москве, в районе Якиманка на улице Большая Полянка. Является объектом культурного наследия регионального значения. Построенное в 1907 году как частный дом, здание в советский период было в основном занято детским домом творчества. В настоящее время там располагается «Башмет-центр»; здание закрыто для посещений.
Здание напоминает готический замок и получило известность благодаря как архитектурным особенностям, так и городским легендам, связанными с трагической судьбой архитектора и владельцев дома. Писатель Викентий Вересаев в рассказе, посвящённом зданию (в сборнике «Невыдуманные рассказы о прошлом»), назвал его «проклятым домом».

## История
С конца XIX века владельцем участка земли, где позже был построен особняк, был купец Василий Новиков, совладелец бумажно-прядильной фирмы. Его наследниками стали сыновья Алексей Васильевич и Вячеслав Васильевич, по заказу которых в 1907 году на участке и был построен особняк по проекту архитектора Сергея Гончарова.
В 1915 году дом купила мещанка Клавдия Свешникова, проживавшая здесь до революции 1917 года. Она частично перестроила дом и добавила помещение под оранжерею. В результате перестройки, выполненной по проекту Сергея Воскресенского, здание приобрело свои «готические» особенности.
В советское время дом был передан детям, там находился дом детского творчества, в разное время известный как Клуб «Пчёлка», Дом художественного воспитания детей Ленинского района, Дом пионеров имени Павла Андреева, Центр досуга и творчества, Дом творчества детей и молодежи «На Полянке».
В конце 1990-х годов на территории двора построили двухэтажное административное здание. В постсоветское время сооружение лишилось части элементов декора (например, был утрачен каменный лев).
По состоянию на начало 2020-х годов в доме располагается региональная общественная организация «Юрий Башмет — поддержка деятелей искусств и молодежного творчества», известная как «Башмет-центр».

## Архитектурные особенности
Стиль особняка называют псевдоготикой или русской неоготикой периода модерна.
Особняк изобилует декоративными деталями: это высокие стрельчатые арочные проёмы, лёгкие эркеры, балкон с каменной балюстрадой со стороны фасада, башенки на углах дома. Со стороны двора к галерее пристроена лестница, которую охранял каменный лев; вокруг особняка спланирована кованая резная ограда. Характерная особенность дома — высокий лучковый фронтон-вимперг, почерпнутый из арсенала ретроспективной викторианской архитектуры и поэтому часто ассоциируемый у русских архитекторов с «готикой».
Изначально дом был спроектирован в стиле модерн, без «готических» деталей. Современный облик особняк приобрёл либо ещё при братьях Новиковых, которые позже обратились к другим архитекторам, либо уже в 1915 году при следующем владельце, Клавдии Свешниковой.

## Легенды

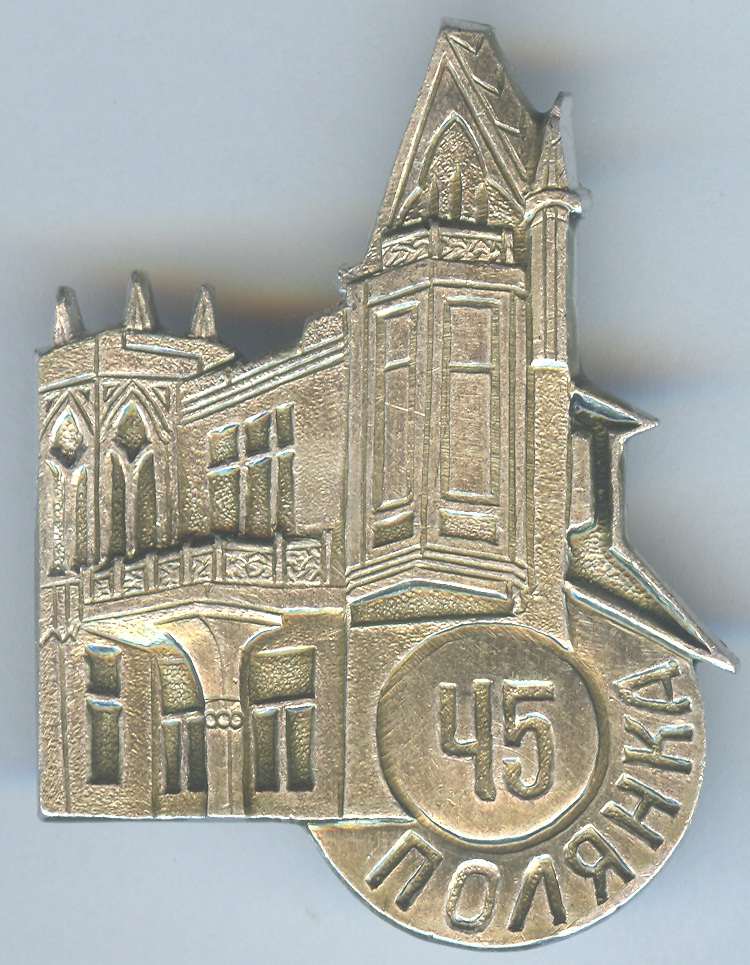
Дом 45 на значке

Легенды об особняке связаны как с самим местом, где он был построен, так и с судьбой людей, имевших отношение к зданию. Так, согласно преданиям, само место издавна считалось ненадёжным: во времена Екатерины II стоявшая здесь усадьба якобы провалилась под землю, а все жильцы погибли.
Изустно передаваемые рассказы о жителях дома вдохновили писателя Вересаева на написание короткого рассказа «Проклятый дом» о повесившемся архитекторе дома и о несчастной дочери купца, загубленной отцом в одной из его башен. Однако в действительности архитектор Сергей Гончаров не только получил положенную сумму за проект, но и дожил до преклонных лет, умерев лишь в 1935 году. Кроме того, о детях братьев Новиковых и их судьбе ничего не известно.